# Nina Mavis Brunner

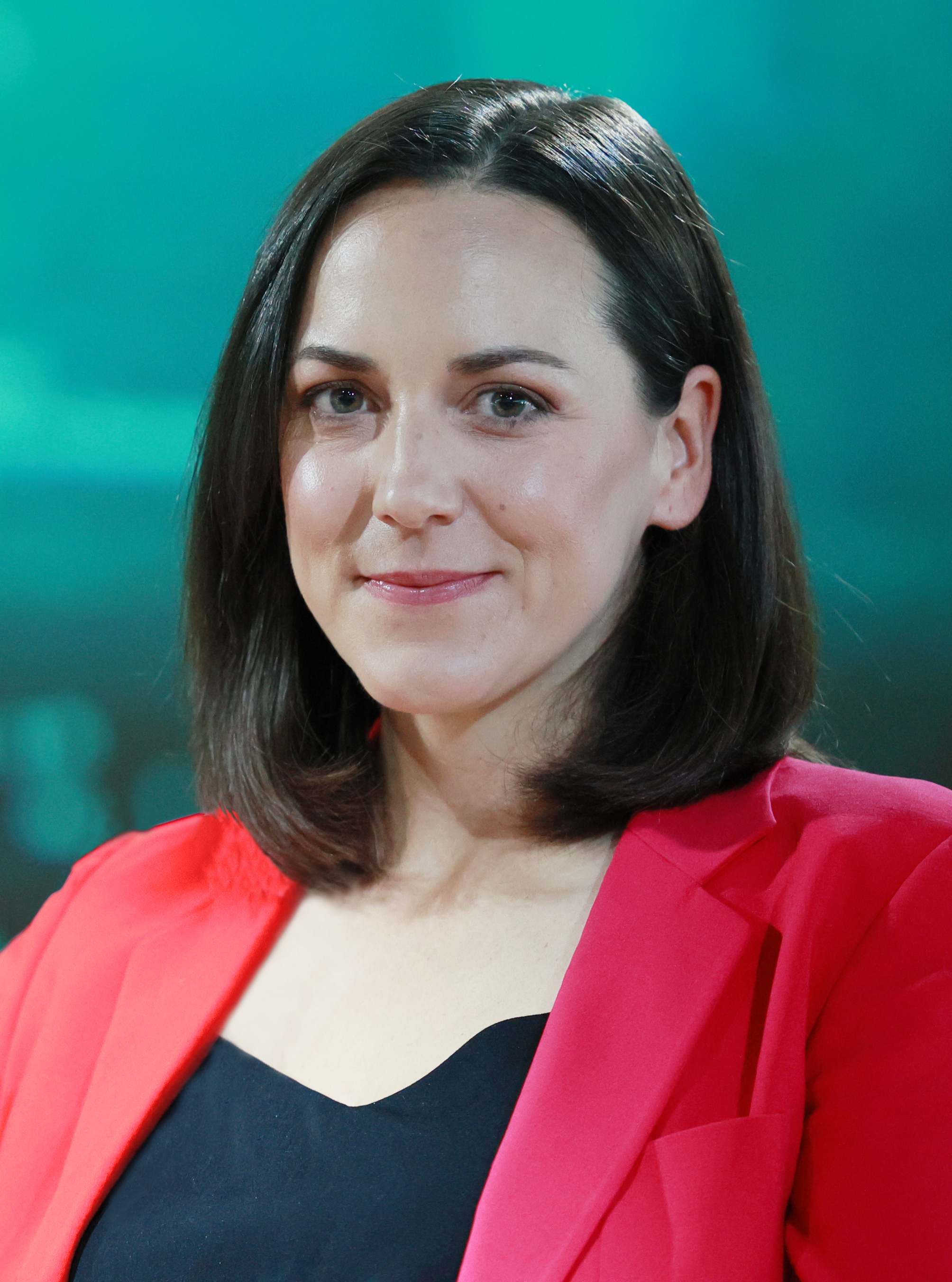
Nina Mavis Brunner (2023)

Nina Mavis Brunner (* 25. April 1981 in Schänis) ist eine Schweizer Fernsehjournalistin und Moderatorin. Bekannt wurde sie 2006 als Moderatorin des wöchentlichen Magazins Schweizweit auf 3sat.

## Leben
Nina Mavis Brunner wuchs in Schänis im Kanton St. Gallen auf. Sie legte in Sargans die Wirtschaftsmatura ab und studierte danach Ethnologie und Filmwissenschaft an der Universität Zürich. Bereits während des Studiums machte sie ein Praktikum bei TV Berlin. Nach dem Studium arbeitete sie zunächst bei B&B Endemol Shine in Zürich als Redakteurin und Moderatorin von Sport- und Nachrichtensendungen. Nach weiteren beruflichen Stationen beim Bayerischen Rundfunk und in der Redaktion der Rundschau beim Schweizer Fernsehen wechselte sie 2005 in die Schweizer Redaktion des Senders 3sat. Dort lieferte sie unter anderem Beiträge zur Sendung Kulturzeit und berichtete vom Weltwirtschaftsforum in Davos.
Seit Januar 2006 präsentiert sie die Sendung Schweizweit, 2007 moderierte sie die Sendung denkmal. Sie entwickelte das Format Tonspur – Der Soundtrack meines Lebens (von 2009 bis 2012 auf SRF/3sat) mit und hatte die Gesprächsleitung inne. Sie moderierte den Thementag: Abenteuer Alpen auf 3sat.
Seit Februar 2017 moderiert sie im wöchentlichen Wechsel mit drei weiteren Moderatorinnen die Sendung Kulturzeit auf 3sat.